# Dąbie (województwo warmińsko-mazurskie)
Dąbie (niem. Eichenort) – osada w Polsce położona w województwie warmińsko-mazurskim, w powiecie gołdapskim, w gminie Gołdap.
W latach 1975–1998 miejscowość administracyjnie należała do województwa suwalskiego.
Zobacz też: Dąbie, Dąbie Kujawskie, Dąbie Poduchowne